# Zauri Macharadze
Zauri Anzorowycz Macharadze, ukr. Заурі Анзорович Махарадзе (ur. 24 marca 1993 w Bałcie, w obwodzie odeskim, Ukraina) – ukraiński piłkarz pochodzenia gruzińskiego, grający na pozycji bramkarza.

## Kariera piłkarska

### Kariera klubowa
Wychowanek klubu Olimpik Donieck, barwy którego bronił w juniorskich mistrzostwach Ukrainy (DJuFL). 24 sierpnia 2010 rozpoczął karierę piłkarską w drużynie juniorskiej Olimpika Donieck, a 10 października 2012 debiutował w podstawowym składzie klubu. 25 maja 2018 podpisał kontrakt z Zorią Ługańsk.

### Kariera reprezentacyjna
Występował w juniorskich reprezentacjach U-17 i U-19. W 2014 został powołany do młodzieżowej reprezentacji Ukrainy.

## Sukcesy i odznaczenia

### Sukcesy klubowe
- mistrz grupy B Ukraińskiej Drugiej Ligi: 2010/11
- mistrz Ukraińskiej Pierwszej Ligi: 2013/2014